# Газараван
Газараван (вірм. Ղազարավան) — село в марзі Арагацотн, на заході Вірменії. Село розташоване за 8 км на північ від міста Аштарака, за 1 км на північний схід від села Базмахпюр та за 6 км на захід від села Уши. Поруч розташована фортеця Бронзової доби.